# Voconcis
Els voconcis (llatí Vocontii) van ser un poble gal de la Gàl·lia Narbonesa, entre el Roine i els Alps. Vivien entre l'Isère i la Durença, a les actuals Vaison i Diá i part dels països de Gap i Sisteron, és a dir part del departament del Droma. Hanníbal va passar pel seu territori quan va creuar els Alps.
Plini el vell diu que estaven federats a Roma i també que la seva capital era Vasio i la segona ciutat Lucus Augusti, i en total, segons ell, tenien 19 poblats més. Claudi Ptolemeu esmenta només una ciutat de nom Vasio com a ciutat dels Voconcis. Juli Cèsar diu que tenien per veïns al nord als Al·lòbroges, i Estrabó situa a l'est als cavars (la situació dels quals no està ben determinada). Al nord de Vasio (Civitas Vasiensium o Vasionensium) hi havia la ciutat de Dea (Civitas Deentium) i entre ambdues la de Lucus Augusti.